# Episodi di The Originals (prima stagione)
La prima stagione della serie televisiva The Originals, composta da ventidue episodi, è stata trasmessa sul canale statunitense The CW dal 3 ottobre 2013 al 13 maggio 2014.
In Italia, la stagione è stata trasmessa in prima visione assoluta dal 9 febbraio al 6 luglio 2014 su Mya di Mediaset Premium.
È stata trasmessa in chiaro dal 22 dicembre 2015 al 1º marzo 2016 su La5.
Il primo episodio è stato reso disponibile in anteprima sul servizio Premium Play dal 31 gennaio al 2 febbraio 2014.
Durante questa stagione escono dal cast principale Daniella Pineda e Claire Holt. Michael Trevino di The Vampire Diaries compare come guest star.
Gli antagonisti principali sono le streghe del Raccolto e gli Antenati.
| n° | Titolo originale             | Titolo italiano             | Prima TV USA     | Prima TV Italia  |
| -- | ---------------------------- | --------------------------- | ---------------- | ---------------- |
| 1  | Always and Forever           | Sempre e per sempre         | 3 ottobre 2013   | 9 febbraio 2014  |
| 2  | House of the Rising Son      | L'arma segreta              | 8 ottobre 2013   | 16 febbraio 2014 |
| 3  | Tangled Up in Blue           | Maschio o femmina           | 15 ottobre 2013  | 23 febbraio 2014 |
| 4  | Girl in New Orleans          | La ragazza di New Orleans   | 22 ottobre 2013  | 2 marzo 2014     |
| 5  | Sinners and Saints           | Il rito del raccolto        | 29 ottobre 2013  | 9 marzo 2014     |
| 6  | Fruit of the Poisoned Tree   | Il frutto avvelenato        | 5 novembre 2013  | 16 marzo 2014    |
| 7  | Bloodletting                 | Il potere del sangue        | 12 novembre 2013 | 23 marzo 2014    |
| 8  | The River in Reverse         | L'alleanza                  | 26 novembre 2013 | 30 marzo 2014    |
| 9  | Reigning Pain in New Orleans | Il nuovo re                 | 3 dicembre 2013  | 6 aprile 2014    |
| 10 | The Casket Girls             | Le Casket Girls             | 14 gennaio 2014  | 13 aprile 2014   |
| 11 | Après Moi, Le Déluge         | La consacrazione            | 21 gennaio 2014  | 20 aprile 2014   |
| 12 | Dance Back from the Grave    | Papà Tunde                  | 28 gennaio 2014  | 27 aprile 2014   |
| 13 | Crescent City                | La mezzaluna                | 4 febbraio 2014  | 4 maggio 2014    |
| 14 | Long Way Back from Hell      | Viaggio all'inferno         | 25 febbraio 2014 | 11 maggio 2014   |
| 15 | Le Grand Guignol             | Le Grand Guignol            | 4 marzo 2014     | 18 maggio 2014   |
| 16 | Farewell to Storyville       | Addio a Storyville          | 11 marzo 2014    | 25 maggio 2014   |
| 17 | Moon Over Bourbon Street     | La luna su Bourbon Street   | 18 marzo 2014    | 1º giugno 2014   |
| 18 | The Big Uneasy               | La festa delle streghe      | 15 aprile 2014   | 8 giugno 2014    |
| 19 | An Unblinking Death          | L'attentato                 | 22 aprile 2014   | 15 giugno 2014   |
| 20 | A Closer Walk with Thee      | La scatola                  | 29 aprile 2014   | 22 giugno 2014   |
| 21 | The Battle of New Orleans    | La battaglia di New Orleans | 6 maggio 2014    | 29 giugno 2014   |
| 22 | From a Cradle to a Grave     | La madre                    | 13 maggio 2014   | 6 luglio 2014    |

## Sempre e per sempre
- Titolo originale: Always and Forever
- Diretto da: Chris Grismer
- Scritto da: Michael Narducci e Julie Plec

### Trama
L'episodio si apre con un flashback che riporta i tre fratelli Mikaelson all'inizio del '700. I fratelli, a bordo di una nave, viaggiano verso una città della Louisiana: New Orleans. Dopo aver lasciato l'Europa, diversi uomini salirono a bordo della loro nave avendo l'impressione che fosse abbandonata (infatti avevano trovato soltanto due bare con i corpi di Kol e Finn pugnalati). Gli uomini furono rapidamente massacrati da Rebekah e Klaus, che erano affamati dopo il lungo viaggio, ma su ordine di Elijah, ne lasciarono in vita solo uno che trasportò i loro bagagli a riva.
Nel Presente, Klaus ritorna a New Orleans, città fondata dalla sua famiglia e poi abbandonata per fuggire dalle grinfie del padre.
Elijah decide di seguire suo fratello nel quartiere francese per aiutarlo a trovare la redenzione. Arrivato in città, si reca dapprima in un bar dove dice alla barista, un’umana di nome Camille (detta Cami) di essere tornato in città dopo molto tempo perché teme che suo fratello (senza specificare chi sia questo fratello) si sia messo nei pasticci e descrivendolo come una persona problematica, così chiede informazioni su dove poter trovare Jane – Anne Deveroux. Camille lo manda da una donna, la quale lo informa che Jane – Anne è stata precedentemente uccisa da Marcel, un vampiro, capendo che quest’ultimo non solo è ancora vivo, ma sta regnando a New Orleans punendo chiunque usi la magia nel quartiere. Successivamente, chiama al telefono Rebekah informandola della situazione a New Orleans.
Anche Hayley Marshall è a New Orleans, alla ricerca di informazioni riguardanti la sua famiglia.
La ragazza viene aggredita da Sophie Deveraux, una potente strega che vuole convincere Klaus ad aiutare la sua comunità ad affrontare Marcel.
Sophie, uscita dal bar, viene attaccata da due vampiri nel vicolo dietro il locale, ma interviene Elijah che li uccide entrambi, e chiede a Sophie, che cosa volesse sua sorella da Klaus. Così Sophie porta Elijah al cimitero Lafayette dove gli racconta tutto, dopodiché Elijah vede per la prima volta Hayley raccontandole la storia della sua famiglia, e giurandole protezione.
In città le streghe e tutte le altre entità soprannaturali sono dunque, sotto il potente dominio di Marcel Gerard.
Elijah va dal fratello e gli rivela le novità riguardanti Hayley: infatti, sebbene suo fratello sia un vampiro, aspetta un figlio da Klaus. Quindi, le streghe del quartiere hanno attirato Klaus in città, facendo leva sul figlio che sta per avere. Elijah chiede alle streghe cosa impedisca a Klaus di ucciderle invece di collaborare, e Sophie gli mostra che lei ed Hayley, grazie all'incantesimo della defunta Jane-Anne, sono legate, e che ciò che accade a una accade anche all'altra.
Dopo un diverbio col fratello, Klaus accetta di collaborare, ma alla prima occasione pugnala suo fratello per gestire la situazione a modo suo.
NOTA:Questo episodio è un Crossover dell'episodio 4X20 di The Vampire Diaries. Gli avvenimenti accadono contemporaneamente, la differenza sta nel fatto che questo episodio è incentrato su ciò che accade dal punto di vista di Elijah, mentre l'episodio in The Vampire Diaries, è incentrato su ciò che accade dal punto di vista di Klaus
- Guest star: Nathaniel Buzolic (Kol Mikaelson), Shannon Kane (Sabine Laurent/Celeste DuBois), Eka Darville (Diego), Callard Harris (Thierry Vanchure), Sebastian Roché (Mikael), Malaya Rivera Drew (Jane-Anne Deveraux).
- Altri interpreti: Karen Kaia Livers (Agnes), Aaron Schwartz (Bell'uomo), Joseph Gray (Uomo alto), Chris Osborn (Vampiro 1), Derek Roberts (Vampiro 2), Devon Allowitz (Henrik).
- Ascolti USA: telespettatori 2 210 000 – share (18–49 anni) 3%[2]

## L'arma segreta
- Titolo originale: House of the Rising Son
- Diretto da: Brad Turner
- Scritto da: Diane Ademu-John e Declan de Barra

### Trama
Rebekah, non sentendo per molto tempo suo fratello Elijah, giunge in città per trovarlo, e incontra Hayley e rincontra Marcel, in quanto sua vecchia fiamma. Inizialmente, Rebekah, insieme a Hayley nella vecchia piantagione sede della casa del governatore, nell'800, si aggira per casa nel tentativo di scoprire cos’abbia fatto Klaus a Elijah, sospettosa del fatto che Klaus l'abbia pugnalato.
La vampira decide così, di andar a parlare con Sophie per chiederle di trovare Elijah con la magia, ma la strega non può perché va contro le regole di Marcel. Tramite dei flashback si vede il momento in cui gli originali conobbero Marcel, e alcuni eventi futuri a quel momento: al funerale del figlio del governatore, ucciso da Klaus, quest'ultimo vide un bambino di 10 anni, nonché il figlio illegittimo del governatore (avuto con una donna di sua proprietà). Egli non l’aveva riconosciuto come suo, per il suo status di schiavo. Il bambino fu sorpreso a mangiare una mela dai meli dalla piantagione, e fu frustato per punizione da un uomo. Ciò aveva ricordato a Klaus, quando lui da piccolo veniva brutalizzato da Mikael, quindi, fu così impressionato nel vedere quel bambino reagire contro l’uomo, poiché gli lanciò contro una mela, che lo salvò da ulteriori danni uccidendo il suo oppressore. Avendo realizzato che i due erano spiriti affini, perché anche lui era il figlio illegittimo di un ricco proprietario terriero, Klaus decise di adottarlo nella sua famiglia, e lo chiamò Marcel Gerard (il cui nome significava “piccolo guerriero”, e sembrava adatto a lui). Da quel momento si prese cura di lui e lo amò come se fosse suo figlio, dal momento che in quel bambino rivedeva sé stesso. Rebekah ed Elijah assistettero alla scena in lontananza, e questo nobile gesto diede a Elijah la speranza che il fratellastro potesse finalmente diventare una persona migliore, e redimersi. Per allenarsi, Marcel e Rebekah si sfidavano nella disciplina olimpica chiamata “scherma” e continuarono per anni. Già da quel momento l’undicenne Marcel si era innamorato di Rebekah, dicendole che un giorno l’avrebbe sposata, ma lei rispose che non avrebbe mai sposato qualcuno che non fosse in grado di sopraffarla. Nel 1835, ormai cresciuto e diventato 25enne, Marcel desiderava che Klaus lo trasformasse, e l’amore che provava per Rebekah era ricambiato nonostante lei sapesse che il fratello era possessivo nei suoi confronti e che non le concedeva l’amore, così, dopo aver baciato più volte Rebekah, Klaus pugnalò la sorella e diede un ultimatum a Marcel: diventare vampiro e rimanere al suo fianco o vivere la sua storia d’amore da umano con Rebekah: lui scelse la prima opzione, così Rebekah rimase nella bara per 52 anni, quindi risvegliata nel 1887.
Nel presente, Klaus va a farsi un drink con Marcel, ed Hayley decide di prendere in mano la sua situazione comprando un veleno per un aborto spontaneo (imprudente perché i lupi mannari sono banditi dal quartiere francese), Klaus lo scopre e furioso attacca Hayley che viene protetta da Rebekah, e si scopre che Klaus in fondo in fondo ci tiene ad avere questo figlio.
Il modo in cui Marcel tiene in pugno le streghe è grazie a un’adolescente strega: Davina (alla quale vuole bene come una figlia). Inoltre, quest'ultima tiene prigioniero Elijah nella bara, nella soffitta della chiesa di Sant'Anne.
Nel frattempo Klaus indaga sulla presunta arma segreta di Marcel.
Quest'ultimo successivamente incontra Rebekah, che si lascia andare alla rabbia per la vita che ha dovuto trascorrere nella paura di Klaus e di finire in una bara come gran parte della famiglia.
Marcel chiede aiuto a Davina per portare a termine il suo piano di controllo della città.
- Guest star: Eka Darville (Diego), Callard Harris (Thierry Vanchure), Steven Krueger (Joshua Rosza), Alexandra Metz (Katie).
- Altri interpreti: McCarrie McCausland (Marcel da giovane), Alexandra Ficken (Tina), John Redlinger (Emil), Kim Ormiston (Gemello debuttante 1), Misty Ormiston (Gemello debuttante 2), Raney Branch (Celeste DuBois), Lance Tafelski (Assi su otto), Derek Russo (Tatuaggio in faccia), Russell Martin (Governatore), Bobby Jordan (Faccia da tè).
- Ascolti USA: telespettatori 1 920 000 – share (18–49 anni) 2%[3]

## Maschio o femmina
- Titolo originale: Tangled Up in Blue
- Diretto da: Chris Grismer
- Scritto da: Ashley Lyle e Bart Nickerson

### Trama
Hayley, disperata per l'assenza di Elijah, cerca informazioni nei diari del nobile vampiro.
Nel frattempo Rebekah e Klaus sono più che intenzionati a ritrovare il corpo di Elijah.
Il piano è semplice: Klaus chiederà direttamente a Marcel di restituir loro il fratello.
Naturalmente questo è il piano A, ma, come ci dice Klaus, esiste sempre un piano B.
Il loro è la guerra.
Purtroppo l'esito non è quello sperato.
Marcel nega a Klaus il corpo del fratello con la motivazione che tre Originali, in giro per la città, creerebbero troppo scompiglio e agiterebbero i suoi vampiri.
Fortunatamente Rebekah e Klaus hanno in mente un altro piano per ritrovare Elijah.

Klaus inizia con l'istruire il vampiro neonato Joshua, che è stato soggiogato da Klaus stesso prima che potesse farlo Marcel.
Il compito di Joshua sarà quello di dissanguare uno dei vampiri al servizio di Marcel per metterlo sotto il controllo di Klaus.
Nel frattempo Rebekah fa la conoscenza di Katie, una giovane strega del quartiere francese che nasconde un segreto: infatti è lei che ha fornito l'erba necessaria a Hayley per abortire.

Katie ha poi riferito al vampiro Thierry, il braccio destro di Marcel, della presenza della lupa nel quartiere, mettendola in pericolo.
Il vampiro Thierry è il fidanzato di Katie e lei farebbe qualsiasi cosa per lui.

Il piano di Rebekah e Klaus continua coinvolgendo la strega Sophie; il suo ruolo sarà quello di fare un incantesimo di localizzazione per trovare Elijah.
Davina non si accorgerà dell'incantesimo perché sarà Katie a compiere, nello stesso momento, un incantesimo più potente creando una cortina di fumo.
Klaus e Rebekah dovranno dare quindi a Katie un ottimo motivo per decidere di compiere l'incantesimo, e il motivo sarà proprio salvaguardare l'incolumità di Thierry.

Klaus convince quindi Marcel ad ordinare un raid nel quartiere delle streghe.
Qui entra in gioco il vampiro che Klaus aveva asservito che, non curante degli ordini di Thierry, attacca Katie ed il fidanzato, per proteggerla, uccide il vampiro.
Se Marcel poteva passare sopra al fatto che Thierry era innamorato di una strega, di certo non può passare sopra al fatto che ha ucciso un loro compagno per lei.

Contemporaneamente Marcel è intento ad organizzare un evento in città, una festa notturna per i vampiri.
Rebekah, inoltre, decide di invitare la bella Cami per distrarre il vampiro.
Lo scambio di battute tra Marcel e Rebekah fa intendere che tra loro non sia finita bene e che abbiano ancora dei sentimenti l'uno per l'altra.
Nel frattempo, i vampiri avvertono Marcel del comportamento di Thierry, e per chi non rispetta le regole la punizione è una sola, anche se si tratta di un amico.
Per assicurarsi la riuscita del piano Klaus fa in modo che i vampiri di Marcel trovino a casa di Katie un incantesimo che lo stesso Marcel teneva sotto chiave, così il re di New Orleans non ha scelta: deve condannare l'amico.

Contemporaneamente le due streghe, Sophie e Katie, stanno mettendo in atto i loro incantesimi: una per trovare Elijah e l'altra per salvare il fidanzato.

Katie si carica di potere e affronta i vampiri, cercando di ucciderli per liberare il fidanzato.
La ragazza è riuscita a mettere Marcel in ginocchio e sta per dargli il colpo di grazia quando Klaus la uccide per assicurarsi la fiducia di Marcel.
Purtroppo Sophie non ha più tempo per completare l'incantesimo, la giovane strega vorrebbe continuare a costo della sua stessa vita, ma Rebekah la ferma.
Terminata la nottata, Camille si è accorta di quanto Marcel sia crudele e non è disposta a dargli una seconda chance.

La ragazza e Klaus si ritrovano a parlare al bar e condividono un momento molto intimo, facendo intendere che tra loro possa nascere qualcosa; tuttavia Klaus deve attenersi al suo piano e non può permettersi di perdere un'importante pedina come Cami, perciò decide di soggiogarla per farle dimenticare tutto.

Rebekah e Klaus hanno un breve diverbio durante il quale lui le rivela che Marcel è disposto a restituir loro Elijah.

L'ibrido rivela alla sorella il suo vero intento: vuole Davina ed il suo potere al suo servizio.

Contemporaneamente, Hayley incontra Sabine, che le propone di fare un incantesimo per scoprire il sesso del bambino che porta in grembo.

Al termine dell'episodio Hayley rivela a Klaus che avranno una bambina.
Ma le sorprese non sono finite.

Infatti, Sabine rivela alle altre streghe che, mentre faceva l'incantesimo ha ricevuto un messaggio riguardo al nascituro: hoc est infantima malom. Nos omnia perdetum el eam.
Hayley stessa ha sentito queste parole senza però condividerle con Klaus e Rebekah.
- Guest star: Shannon Kane (Sabine Laurent/Celeste DuBois), Callard Harris (Thierry Vanchure), Eka Darville (Diego), Alexandra Metz (Katie), Steven Krueger (Joshua Rosza).
- Altri interpreti: Karen Kaia Livers (Agnes), Mercedez McDowell (Donna).
- Ascolti USA: telespettatori 2 220 000 – share (18–49 anni) 3%[4]

## La ragazza di New Orleans
- Titolo originale: Girl in New Orleans
- Diretto da: Jesse Warn
- Scritto da: Michelle Paradise e Michael Narducci

### Trama
Davina inconsapevolmente toglie ad Elijah il pugnale che lo teneva morto nella bara. Klaus intanto decide di manipolare Camille, la barista con cui esce Marcel, in modo da poter reperire informazioni su quest'ultimo. Rebekah intanto cerca di trovare la soffitta dove Elijah è tenuto prigioniero. La trova, scoprendo che non è altro che la soffitta di una vecchia chiesa sconsacrata e, interrogando il sagrestano, scopre che in quella chiesa anni prima, un novizio aveva fatto un massacro uccidendosi a sua volta. Davina fa pressioni a Marcel per uscire e andare ad una festa in città, in modo da incontrare Tim, un violinista suo compagno di scuola che, dopo essersene andata con Marcel, non aveva avuto modo di salutare. Marcel l'accontenta, chiedendo a Camille di accompagnare Davina alla festa. Arrivati in chiesa, Klaus chiede a Davina di allearsi con lui, minacciando dapprima di uccidere Tim, dopo di che, lo riduce in fin di vita e, per costringere Davina ad allearsi con lui, le promette di salvare la vita del ragazzo. Rebekah intanto giunge nella soffitta dove si trova Elijah, ormai quasi risvegliato e, quest'ultimo, le intima di proteggere Hayley a tutti i costi. Hayley intanto, fidandosi della strega Agnes, va a fare un controllo per la sua gravidanza, ma la strega la tradisce e la ragazza viene attaccata e ferita. Rebekah giunge in suo soccorso, ma viene paralizzata con una freccia al cuore. Nel frattempo, un sacerdote, Padre Kieran, parla con Marcel dicendogli di essere a conoscenza del ritorno degli Originali a New Orleans. Inoltre accenna all'arma segreta di Marcel che solo lui e altre persone conoscono. Hayley riesce a salvarsi dicendo che un lupo l'ha salvata e anche se è ferita, riesce a guarire grazie ai poteri della bimba che porta in grembo, il cui sangue è per metà di vampiro. Camille racconta a Klaus che il novizio che ha fatto la strage era suo fratello gemello, e venendo a conoscenza del fatto che i vampiri possono soggiogare gli esseri umani, comincia a credere che suo fratello fosse stato soggiogato, ma prima di cominciare ad indagare, Klaus la soggioga affinché dimentichi tutti i suoi sospetti, ma promettendole che avrebbe scoperto cosa realmente è successo al fratello.
- Guest star: Eka Darville (Diego), Shane Coffey (Timothy), Steven Krueger (Joshua Rosza), Todd Stashwick (Padre Kieran O'Connell).
- Altri interpreti: Karen Kaia Livers (Agnes), Matt Kabus (Sean O'Connell), Andrea Powell (Dottoressa Paige).
- Ascolti USA: telespettatori 2 230 000 – share (18–49 anni) 3%[5]

## Il rito del raccolto
- Titolo originale: Sinners and Saints
- Diretto da: Chris Grismer
- Scritto da: Marguerite MacIntyre e Julie Plec

### Trama
Klaus è arrabbiato con Sophie dopo essere venuto a conoscenza dell'attacco subìto da Hayley. Così si precipita da Sophie per chiederle spiegazioni riguardo al fatto che non ha protetto Hayley come pattuito. Perciò la strega gli spiega che l'attacco di Hayley era stato orchestrato da streghe estremiste. Comincia a raccontargli che otto mesi prima, nella sua comunità di streghe, si stava cominciando un rituale chiamato il Raccolto, un rituale che Sophie pensava fosse solo leggenda: esso richiedeva il sacrificio di quattro streghe che poi sarebbero rinate e che sarebbe servito per aumentare i poteri della comunità per poter combattere i vampiri. Nel frattempo Elijah, risvegliatosi, offre a Davina il suo aiuto in cambio della libertà. L'Originale però è incuriosito dal legame che c'è tra Marcel e Davina, così la strega racconta a Elijah la stessa storia che Sophie stava raccontando a Klaus: viene rivelato che Sophie e Marcel, prima che quest'ultimo diventasse il re di New Orleans, erano amanti. Durante il racconto si scopre che una delle quattro streghe in procinto di essere sacrificata era Davina, che però era riuscita a fuggire in tempo grazie all'intervento di Marcel che l'aveva portata via con sé. Per questo motivo Marcel la teneva nascosta inoltre essendo sopravvissuta la ragazza aveva assorbito i poteri delle tre streghe morte, questo spiega l'origine dei suoi straordinari poteri: le altre streghe hanno bisogno di trovarla per sacrificarla e finire il rituale, altrimenti le streghe della città perderanno i loro poteri diventando delle persone comuni. Così Elijah decide di aiutare la ragazza a canalizzare i suoi poteri dandole gli incantesimi del grimorio di sua madre Esther, per ottenere vendetta, in cambio della libertà. Hayley intanto cerca,nel bosco in cui è stata attaccata, indizi per scoprire chi l'aveva salvata facendo a pezzi i vampiri che volevano farle del male. Inoltre si scopre che era stato proprio il gruppo di streghe estremiste a far impazzire Sean, il novizio che aveva compiuto la strage, a causa del fatto che suo zio (e dunque anche zio di Camille), padre Kieran, si era rifiutato di collaborare con le streghe per compiere il rituale, infatti lui e Marcel si erano messi d'accordo per proteggere la giovane Davina. L'episodio si conclude con Elijah che ritorna a casa, con grande felicità di Rebekah e di Hayley.
- Guest star: Malaya Rivera Drew (Jane-Anne Deveraux), Todd Stashwick (Padre Kieran O'Connell).
- Altri interpreti: Shannon Eubanks (Bastianna Natale), Karen Kaia Livers (Agnes), Yasmine Al Bustami (Monique Deveraux), Eric Mendenhall (Tomas), Matt Kabus (Sean O'Connell), Kearia Diggs (Ragazza 1), Dylan Morgan (Ragazzo), Diana Chiritescu (Ragazza 2), Laura W. Johnson (Madre di Davina).
- Ascolti USA: telespettatori 2 050 000 – share (18–49 anni) 3%[6]

## Il frutto avvelenato
- Titolo originale: Fruit of the Poisoned Tree
- Diretto da: Michael Allowitz
- Scritto da: Charlie Charbonneau e Diane Ademu-John

### Trama
Elijah cerca il modo di spezzare il legame tra Sophie e Hayley. Come promesso, porta a Davina un incantesimo preso dal grimorio di sua madre, in modo che sia proprio lei a spezzare questo legame. Intanto Agnes rapisce Sophie e le inietta un veleno per uccidere la bambina di Hayley, sapendo del legame tra le due, dopo essere venuta a conoscenza della profezia di Sabine: la bambina di Klaus porterà la distruzione della congrega delle streghe. Intanto il consiglio cittadino, in cui partecipano pure il sindaco e padre Kierian, discutono su come gestire i vampiri, ma all'ultimo momento arriva Klaus che chiede loro di usare le risorse della città per rintracciare Agnes, rivelando a Kierian che è stata lei a manipolare suo nipote Sean spingendolo al suicidio. Hayley comincia a star male, ma grazie all'aiuto di Sophie e all'intervento di Davina, il legame si spezza salvando così la bambina. Grazie a Kierian, Klaus cattura Agnes, e Sophie chiede a Elijah di non permettere a Klaus di ucciderla, ma Elijah la uccide comunque per mano propria. Intanto Marcel scopre che Klaus ha mentito sul fatto che risiede nel Royal Hotel e comincia a nutrire dei dubbi riguardo alla fedeltà di Josh, il vampiro soggiogato da Klaus. Così si reca nella cripta dove ha murato Thierry e si rende conto di aver fatto un grave errore a dare fiducia a Klaus piuttosto che a Thierry. Così segue Josh e scopre che Klaus vive nella casa costruita sulla piantagione di mele dove lavorava da bambino. Rebekah intanto decide di lasciare New Orleans, nella convinzione che il suo ruolo è finito: riavuto Elijah non aveva più senso rimanere in città. Così si reca da Marcel e i due finiscono a letto insieme, Rebekah cerca di convincerlo ad andare via con lei; Marcel rifiuta in quanto non vuole rinunciare al suo impero, ma l'Originale gli fa capire che nessun impero è destinato a durare per sempre. Klaus informa Camille che l'assassina di suo fratello è stata uccisa, ma la ragazza colpisce Klaus con uno schiaffo e in lacrime dice al vampiro che la morte di Agnes non darà giustizia alla memoria di Sean. Marcel informa Klaus che è a conoscenza del luogo in cui vive. Dopo aver ucciso Agnes, Elijah torna a casa dove scopre che Hayley è scomparsa: Klaus ne imputa subito la colpa a Marcel.
- Guest star: Shannon Kane (Sabine Laurent/Celeste DuBois), Callard Harris (Thierry Vanchure), Steven Krueger (Joshua Rosza), Todd Stashwick (Padre Kieran O'Connell).
- Altri interpreti: Karen Kaia Livers (Agnes), Luray Cooper (Sindaco).
- Ascolti USA: telespettatori 2 030 000 – share (18–49 anni) 3%[7]

## Il potere del sangue
- Titolo originale: Bloodletting
- Diretto da: Jeffrey Hunt
- Scritto da: Michael Russo e Michael Narducci

### Trama
Klaus ed Elijah si presentano a casa di Marcel mentre è in corso una festa e uccidono un vampiro, minacciando di uccidere tutti gli altri vampiri presenti se Marcel non dice loro dove sia Hayley. Marcel però, ammette ai due Originali che non è lui l'artefice della scomparsa di Hayley. Così si scopre che il carceriere di Hayley è in realtà Tyler, arrivato apposta a New Orleans per rapirla e portarla in un rifugio isolato di lupi mannari nascosti per fuggire da Klaus e dai vampiri. Tyler rivela alla ragazza che lei discende da una famiglia di licantropi molto potente, ma che i vampiri li hanno sterminati. Tyler estrae da Hayley il suo sangue e lo inietta in un lupo mannaro per dimostrare che tramite il sangue della bambina di Hayley si possono creare altri ibridi. Inoltre insinua in Hayley il dubbio che Klaus abbia accettato il compromesso di proteggere Hayley solo per usare la sua bambina per creare un altro esercito di ibridi. Hayley chiede a Tyler se è lui il lupo mannaro che da tempo veglia su di lei, ma Tyler conferma che non si tratta di lui. Entrambi giungono alla conclusione che probabilmente si tratta di un ibrido visto che è comparso senza la luna piena e solo gli ibridi hanno questo potere. L'ibrido creato con il sangue della bambina è asservito a Hayley e prende le sue difese, ma Tyler lo uccide. Hayley riesce a fuggire e viene ritrovata da Elijah, che nel frattempo aveva seguito le sue tracce grazie a una delle streghe, Sabine che con concessione di Marcel, ha potuto fare un incantesimo di localizzazione, scoprendo che il posto dove si trova Hayley è il Bayou, terra natale della dinastia di lupi mannari della ragazza. Così Hayley riferisce ad Elijah quello che le ha detto Tyler. Intanto Klaus, fiutato l'odore dell'ibrido, lo affronta e mentre è in procinto di ucciderlo, gli risparmia la vita rendendosi conto che per Tyler sarebbe stato peggio continuare a vivere con la consapevolezza di avere una vita vuota. Così Klaus lo lascia andare, ma prima di andarsene dal rifugio viene affrontato da Elijah che lo accusa di essere egoista e di pensare ai suoi interessi piuttosto che a quelli di Hayley e di sua figlia. Così Klaus, arrabbiato, morde Elijah e abbandona entrambi. Rebekah, tornata a New Orleans, affronta Marcel che le dice di non aver mai smesso di amarla e le chiede di diventare la sua spia per annientare Klaus. Rebekah informa il suo amato che nella circostanza in cui Klaus morisse, anche tutti i vampiri appartenenti alla sua dinastia di sangue (tra cui lo stesso Marcel) morirebbero. Rebekah accetta di lavorare con lui e quando Klaus le chiede se Marcel complotta contro di lui, la sorella gli risponde di no. Intanto, scoperto che Josh è la spia di Klaus, Marcel decide di non ucciderlo per non infrangere la prima regola imposta da lui stesso, ma lo porta da Davina cosicché la giovane strega possa liberarlo dal soggiogamento dell'Originale con la magia. I due fanno amicizia e lei lo libera dal soggiogamento di Klaus. Elijah e Hayley rimangono ancora al rifugio di Tyler e quando escono trovano una Bibbia lasciata da qualcuno, con scritto un albero genealogico in cui è riportato il nome di tutti i discendenti del clan di Hayley e tra questi, una ragazza di nome Andrea, nata nel 1991, e Hayley intuisce che Andrea non è altri che lei. Tyler intanto, fuggito da Klaus, raggiunge Marcel e lo mette al corrente del fatto che Hayley è incinta, che il padre della bambina è Klaus e che la sua nascita potrebbe significare non solo la fine dei lupi mannari, ma anche quella dei vampiri.
- Special guest star: Michael Trevino (Tyler Lockwood).
- Guest star: Shannon Kane (Sabine Laurent/Celeste DuBois), Steven Krueger (Joshua Rosza).
- Altri interpreti: Johnny Walter (Dwayne), Tasha Ames (Eve).
- Ascolti USA: telespettatori 2 400 000 – share (18–49 anni) 3%[8]

## L'alleanza
- Titolo originale: The River in Reverse
- Diretto da: Jesse Warn
- Scritto da: Declan de Barra e Julie Plec

### Trama
Marcel e Rebekah sono sempre più convinti ad attuare il piano per sconfiggere Klaus. Così Marcel chiama a raccolta tutti i vampiri suoi alleati e li mette al corrente, tramite un discorso di Tyler, del segreto di Klaus e della sua bambina che aspetta da Hayley. Rebekah spezza il collo a Tyler e impone agli uomini di Marcel di non osare nuocere in alcun modo ad Hayley e di preoccuparsi solo di imprigionare Klaus. Intanto Elijah è affetto da febbre dopo il morso di Klaus e comincia ad avere allucinazioni sul suo passato riguardo Celeste, una strega di cui era innamorato e che Klaus aveva portato alla morte macchiandosi di molti omicidi. Klaus, infatti, aveva riversato la colpa dei suoi crimini alle streghe,fra cui Celeste, e ciò aveva spinto gli abitanti del luogo ad ucciderle. In preda al delirio, Elijah attacca Hayley, che però viene salvata da una misteriosa donna di nome Eve, un lupo mannaro, la quale ammette di aver lasciato quella Bibbia alla ragazza. Le due parlano e la donna rivela ad Hayley che la loro razza si era quasi estinta per colpa di Marcel che li aveva uccisi quasi tutti e aveva fatto lanciare una maledizione in cui invertiva l'effetto della trasformazione: sarebbero rimasti lupi, tranne durante le notti di luna piena, dove sarebbero tornati umani. Eve è però, immune alla maledizione perché non ha mai attivato il gene della licantropia. Coloro contraddistinti da questa maledizione erano coloro che avevano la stessa voglia a mezzaluna di Hayley. Guarito Elijah, Hayley lo riporta a casa, la ragazza cerca di avvicinarsi a lui, ma l'Originale la respinge per paura che possa fare la stessa fine di Celeste. Klaus intanto, dopo il tradimento di Josh che lo spinge ad andare a casa di Marcel, si ritrova attorniato da tutto il suo esercito, compresi Rebekah e Marcel, che lo attaccano. Klaus deride la forza degli uomini di Marcel e offre una possibilità di redenzione lasciando una moneta sul suolo: chiunque la raccolga sarà suo alleato e verrà risparmiato. Nessuno raccoglie la moneta e l'esercito di vampiri di Marcel attacca Klaus. Sebbene all'inizio sembrino avere la meglio, Klaus si stanca di giocare, canalizzando il suo potere di ibrido, inizia un massacro, abbattendo decine di uomini uno dopo l'altro come nulla fosse, così Rebekah supplica Marcel di prendere la moneta o sarebbero morti tutti, lui compreso. Quando Marcel si rende conto che non esiste possibilità di vincere, raccoglie la moneta e diventa il servo di Klaus, restituendogli il suo regno e la sua casa. Marcel fa capire comunque a Klaus che anche se ha ottenuto nuovamente il potere di dominare la città, non avrà mai il rispetto e la lealtà di nessuno a causa del suo atteggiamento. Tornato alla casa della piantagione, Klaus accusa Rebekah di tradimento ed Elijah di volerlo sostituire nel ruolo di padre avvicinandosi ad Hayley. Elijah resta sconvolto nello scoprire le ragioni della gelosia del fratello mentre la sorella accusa Klaus di essere l'unico responsabile dei loro allontanamenti. Klaus rivela dunque di aver tentato di andare d'accordo con loro negli ultimi tempi, fingendo di non capire che Rebekah avesse ricominciato la storia con Marcel e tentando di guadagnarsi il perdono di Elijah dopo averlo pugnalato, e che nel momento in cui avrebbero potuto credere in lui e nella purezza dell'amore per sua figlia gli hanno voltato le spalle. Klaus lascia il pugnale ad Elijah e si reca alla vecchia casa nel quartiere francese con Hayley, facendo capire ai fratelli che i loro dubbi fossero mal riposti. Intanto Camille si rende conto di avere dei vuoti di memoria e pensando di impazzire come suo fratello Sean, ne parla con suo zio. Durante la compulsione, disegna un messaggio in codice che aveva ideato con suo fratello. Camille riesce poi a decodificare il messaggio mentre suo zio decide di suggerire alla nipote di allontanarsi da New Orleans, consiglio che lo stesso Klaus gli ha dato in precedenza per poter evitare che la ragazza si metta in pericolo.
- Special guest star: Michael Trevino (Tyler Lockwood).
- Guest star: Eka Darville (Diego), Steven Krueger (Joshua Rosza), Todd Stashwick (Padre Kieran O'Connell).
- Altri interpreti: Raney Branch (Celeste DuBois), Tasha Ames (Eve).
- Ascolti USA: telespettatori 2 380 000 – share (18–49 anni) 3%[9]

## Il nuovo re
- Titolo originale: Reigning Pain in New Orleans
- Diretto da: Joshua Butler
- Scritto da: Ashley Lyle e Bart Nickerson

### Trama
Klaus è al comando di New Orleans e organizza una cena con i suoi nuovi sudditi, compresi Marcel, Diego e Hayley. Per conquistare la loro fiducia, decide di organizzare una caccia ai lupi mannari che vivono nella palude, i lupi mannari parenti di Hayley, dando così prova di non voler usare la sua bambina per dare vita a una nuova generazione di ibridi, smentendo il pettegolezzo che si era venuto a creare. Di conseguenza, Hayley chiede ad Elijah di salvare la sua gente con l'aiuto della sorella. Arrivati nel Bayou, Elijah e Rebekah riescono a fermare in tempo Diego dallo sterminio di alcuni lupi. Molti licantropi provenienti da ogni dove si stanno recando nella Louisiana per assistere alla nascita della figlia di Hayley, che nelle diverse comunità di licantropi è considerata un miracolo. Nella palude i due fratelli trovano un lupo che indossa un anello simile a quello che apparteneva a Esther. Davina intanto viene spostata nella residenza di Klaus e tramite Hayley viene a conoscenza del fatto che Marcel le ha mentito e che Agnes è morta. Così Davina, Hayley e Josh, sentendosi tutti e tre prigionieri, decidono di coalizzarsi. Klaus ha dei problemi con la fazione umana, che non volendo stare alle sue regole, uccide alcuni vampiri in un bar, cosa che porta Klaus e Marcel a uccidere quasi tutta la Fazione ad eccezione di Kieran. Klaus intanto convince Marcel a schierarsi con lui e diventare un suo pari piuttosto che un suo suddito, offrendogli di governare con lui. Elijah e Rebekah rivelano a Klaus che il giovane lupo che hanno salvato discende dal suo padre biologico, il che lo rende un suo lontano parente, infatti l'Ibrido Originale è considerato una leggenda nel suo branco. Elijah incoraggia il fratellastro a prendersi cura dei licantropi del suo branco, ma a Klaus non interessa, dato che a suo dire la sua attuale famiglia lo ha già deluso e che dunque non ne vuole una seconda. Rebekah litiga con Marcel per via del fatto che, per la seconda volta, lui abbia scelto di affiancare Klaus piuttosto che schierarsi con lei e accenna a un segreto che Marcel tiene nascosto a Klaus riguardo a quello accaduto del 1919: se venisse a conoscenza del segreto, odierebbe Marcel a vita. Rebekah intanto rivela a Elijah di aver capito i suoi veri sentimenti per Hayley. Successivamente, Elijah avvisa Hayley di aver salvato la sua gente e poi chiede al fratello perdono per aver dubitato di lui. Klaus accetta le sue scuse e invita lui e la sorella a vivere nella loro vecchia residenza insieme a lui. Camille intanto è sempre più intenzionata a capire cosa le stia succedendo, così di nascosto registra una sua conversazione con Klaus, ma lui la costringe, attraverso compulsione, a dimenticarsi di lui, dei vampiri e a lasciare la città. Davina tuttavia la raggiunge prima che lasci New Orleans e attraverso un incantesimo doloroso, la libera dalla compulsione esattamente come ha fatto con Josh. Klaus va inoltre da Kieran e, malgrado gli atteggiamenti noncuranti mostrati con Elijah, gli chiede di offrire protezione ai lupi del suo branco.
- Guest star: Eka Darville (Diego), Steven Krueger (Joshua Rosza), Todd Stashwick (Padre Kieran O'Connell).
- Altri interpreti: Tasha Ames (Eve), Luray Cooper (Sindaco), Lee Spencer (Capo della polizia), Jesse Boyd (Cary).
- Ascolti USA: telespettatori 2 330 000 – share (18–49 anni) 3%[10]

## Le Casket Girls
- Titolo originale: The Casket Girls
- Diretto da: Jesse Warn
- Scritto da: Charlie Charbonneau e Michelle Paradise

### Trama
Davina, scappata dalla villa di Klaus e nascosta nell'appartamento di Camille, aiuta quest'ultima a farle tornare i ricordi nonostante questo possa nuocere alla ragazza. Nel frattempo Klaus insieme ad Elijah e Marcel si mette sulle tracce della giovane strega, intanto Sophie telefona a Hayley e le chiede di ritrovare i resti di Celeste, rivelandole che è stata la sua famiglia a maledire i lupi della Mezzaluna, e che può spezzare la maledizione. Davina si sente tradita da Marcel dato che non le aveva detto che le streghe che le davano la caccia erano morte, cosa che le avrebbe permesso di non nascondersi più, ciò dimostra che Marcel voleva solo manipolarla per usare i suoi poteri. Klaus prende Timothy in ostaggio dato che Davina è molto legata a lui, poi telefona a Josh dicendo a quest'ultimo di informare Davina che se non tornerà da loro il ragazzo di cui è innamorata, Timothy, morirà. Davina e Camille vanno nella chiesa di St. Anne dove Davina dice a Camille che Sean non era pazzo, ma maledetto da un incantesimo e suo zio, pur sapendolo, ha preferito non dirle niente. Poi arriva Sabine, insieme ad altre streghe che vogliono catturare Davina, ma la ragazzina le uccide facilmente, Josh telefona a Camille per dirle che Klaus ha preso Timothy come ostaggio e Camille lo riferisce a Davina che decide di andare da sola alla villa di Klaus per affrontarlo. Hayley legge i diari di Elijah, scopre dove lui ha nascosto i resti di Celeste e lo riferisce a Sophie che riesce a trovarli. Camille si confronta con suo zio esprimendogli la sua rabbia per averle nascosto la verità sulla morte di Sean. Davina va alla villa e si confronta con Klaus, Elijah, e Marcel. Prima sconfigge facilmente i due Originali, poi Marcel cerca di calmarla, ma Rebekah lo mette al tappeto e poi mostra a Davina la cripta dove Marcel teneva segregati i vampiri che aveva punito per darle una dimostrazione della sua cattiveria. Timothy inizia a stare male, infatti, Klaus aveva avvelenato la sua acqua che il ragazzo aveva fatto bere anche a Davina; entrambi quindi si apprestano a morire in quanto nemmeno il sangue di vampiro può guarirli. Rebekah parla al cellulare con Klaus che aveva in mente di uccidere Davina fin dall'inizio: Rebekah è dell'opinione che Klaus abbia esagerato dato che erano solo due ragazzini, ma Marcel sapeva che Klaus avrebbe cercato di uccidere la giovane strega, perciò aveva chiesto a Sabine, in realtà sopravvissuta alla magia di Davina con un incantesimo di protezione, di farne uno anche per Davina, così la ragazza sopravvive, ma Timothy muore. Davina dopo aver perso i sensi viene portata da Marcel in camera da letto. Klaus incrocia Camille per strada, la ragazza gli dice che ha preso atto di tutte le volte che ha manipolato la sua mente, ma che non si farà più manovrare da lui. Hayley, che si trova con Elijah, si rende conto che l'Originale ha capito del pericolo di cui Davina stava parlando, guardando dei suoi disegni che messi insieme ricordano il volto di Celeste.
- Guest star: Callard Harris (Thierry Vanchure), Steven Krueger (Joshua Rosza), Shannon Kane (Sabine Laurent/Celeste DuBois), Shane Coffey (Timothy), Todd Stashwick (Padre Kieran O'Connell).
- Altri interpreti: Annika Pampel (Casket Girl francese), Nicholas Hayner (Ragazzo carino).
- Ascolti USA: telespettatori 2 070 000 – share (18–49 anni) 3%[11]

## La consacrazione
- Titolo originale: Après Moi, Le Déluge
- Diretto da: Leslie Libman
- Scritto da: Marguerite MacIntyre e Diane Ademu-John

### Trama
Davina è ferma a letto febbricitante. Il suo corpo sta vomitando terra, e questo è il primo segnale che, la natura rivuole indietro l'enorme potere che è confluito nella ragazza che doveva morire durante il Raccolto. Le prossime chiamate della natura riguarderanno l'aria, un terribile vento spazzerà la città, l'acqua, arriverà una pioggia che diventerà inondazione, e infine il fuoco, che bruciando tutto quello che si trova sul suo percorso chiuderà il cerchio di purificazione. A questo punto non solo Sophie è interessata a completare il Raccolto per poter riavere la nipote Monique, ma Elijah, Rebekah e soprattutto Klaus si rendono conto che questo significherà che la New Orleans appena riconquistata sarà di nuovo perduta. E allora non possono far altro che assecondare Sophie nel voler completare il Raccolto uccidendo Davina. Sophie però, non è in grado di completare il Raccolto, poiché per far ciò necessita del potere di una strega anziana, per questo una volta scoperto il luogo di sepoltura delle ossa di Celeste, le dissotterra per compierne la consacrazione ed assorbirne il potere. Hayley è costretta a confessare ad Elijah che ha spiato di nascosto dai suoi diari il luogo di sepoltura delle ossa di Celeste: Elijah non nasconde alla ragazza la sua delusione. Klaus, per farla sentire meglio, le mostra i licantropi del branco di suo padre, a cui Kieran ha trovato riparo nella chiesa, e poi le consiglia semplicemente di fare quello che lui non ha mai fatto con il fratello, ovvero chiedere scusa. Avvicinandosi il momento in cui Davina dovrà essere sacrificata, Marcel la porta via dalla tenuta dei Mikaelson per farla fuggire, ma Davina resasi conto che morirà comunque decide di farlo completando il rituale, permettendo alle ragazze che erano state sacrificate di tornare in vita con lei. Sophie però, non riesce ad attingere al potere dalle ossa dissotterrate di Celeste, così i tre Originali consacrano i resti della loro madre, che era stata una strega potentissima, in modo da far assorbire il suo potere a Sophie. Completato il raccolto però nessuna delle ragazze si risveglia. Intanto Sabine, il cui corpo si scopre essere posseduto da Celeste, riporta in vita tre potenti streghe.
- Guest star: Shannon Kane (Sabine Laurent/Celeste DuBois), Callard Harris (Thierry Vanchure), Todd Stashwick (Padre Kieran O'Connell), Owiso Odera (Papà Tunde), Elyse Levesque (Genevieve).
- Altri interpreti: Shannon Eubanks (Bastianna Natale), Yasmine Al Bustami (Monique Deveraux), Jesse Boyd (Cary), Diana Chiritescu (Ragazza 1), Aubrey DeVaney (Ragazza 2).
- Ascolti USA: telespettatori 2 510 000 – share (18–49 anni) 3%[12]

## Papà Tunde
- Titolo originale: Dance Back From the Grave
- Diretto da: Rob Hardy
- Scritto da: Michael Russo e Michael Narducci

### Trama
Celeste riporta in vita tre streghe tra cui il potente stregone Papà Tunde, che in passato aveva sfidato Klaus ed Elijah per poi essere ucciso dallo stesso Klaus. Intanto quest'ultimo, di ritorno da Mystic Falls, decide di perdonare Thierry liberandolo dalla prigione, Marcel invece è ancora triste per la morte di Davina e trova consolazione in Camille visto che pure lei voleva bene alla ragazza, inoltre chiede a Marcel per quale motivo lavora per Klaus, e lui le risponde che non ha scelta perché sarebbe stupido mettersi contro un individuo così potente, Camille sostiene che Klaus è semplicemente un mostro. Rebekah confessa a Elijah che sta pianificando di sconfiggere definitivamente Klaus, ma Elijah cerca di farla desistere ritenendo che il fratellastro in un certo senso sta finalmente trovando un po' di equilibrio. Klaus trova dei vampiri morti e decide di indagare, l'artefice altro non è che il redivivo Papà Tunde che aggredisce anche Rebekah. I sentimenti che Elijah prova per Hayley diventano sempre più evidenti, ma per paura della reazione di Klaus i due cercano di tenere le distanze. Marcel confessa a Camille che ha chiuso con lei non per mancanza di interesse, ma per proteggerla, nel mentre arriva Papà Tunde che aggredisce Camille e rapisce Marcel. Klaus va in soccorso dell'amico, ma lo stregone dimostra di possedere un potere enorme che trae direttamente dalla sorella dell'Ibrido Originale. Elijah e Hayley trovano Rebekah priva di sensi e sciolgono il legame che unisce lei a Papà Tunde con il sangue della bambina che la ragazza lupo porta in grembo, indebolendo lo stregone e costringendolo alla fuga. Marcel è privo di sensi, ma Camille lo rianima facendogli bere il suo sangue. Rebekah parla con Elijah accusandolo di schierarsi sempre dalla parte di Klaus, impedendo così alla sorella di essere felice. Sophie rivela a Klaus che Papà Tunde è stato riportato in vita perché il potere del raccolto che doveva riportare in vita Davina e le altre streghe è stato prelevato, e questo riaccende la speranza di Marcel perché se riavrà quel potere potrà far risorgere Davina. L'episodio si conclude con Papà Tunde che si sacrifica, facendosi uccidere da Celeste con un pugnale e impregnando così l'arma con un potere abbastanza grande da fermare un Originale.
- Guest star: Shannon Kane (Sabine Laurent/Celeste DuBois), Eka Darville (Diego), Callard Harris (Thierry Vanchure), Owiso Odera (Papà Tunde), Elyse Levesque (Genevieve).
- Altri interpreti: Shannon Eubanks (Bastianna Natale), Raney Branch (Celeste DuBois), Teri Wyble (Clara).
- Ascolti USA: telespettatori 2 320 000 – share (18–49 anni) 3%[13]

## La mezzaluna
- Titolo originale: Crescent City
- Diretto da: Chris Grismer
- Scritto da: Michael Narducci e Julie Plec

### Trama
Rebekah, Klaus, Marcel ed Elijah trovano il cadavere di Papà Tunde, inoltre Monique Deveraux (una delle quattro ragazze del raccolto) torna in vita e tutti capiscono che le due cose sono correlate, infatti, il potere che doveva far risorgere le quattro ragazze è stato sottratto per riportare in vita Papà Tunde e le due streghe, dunque se si uccidono le due streghe allora le altre tre ragazze del raccolto, compresa Davina, tornano in vita.
Nel frattempo Bastiana, una delle due streghe resuscitate, scaglia una maledizione mortale contro Kieran, mentre Genevieve (l'altra strega resuscitata) suggerisce a Camille di pugnalare Klaus con il pugnale di Papà Tunde, se vuole salvare lo zio. Camille invece di pugnalare Klaus, preferisce chiedergli aiuto. Hayley dà una festa a cui partecipano dei licantropi, dato che essendo questa una notte di luna piena loro tornano umani, anche Rebekah vi partecipa e le due ragazze incontrano due licantropi, Oliver e Jackson, quest'ultimo rivela di essere lui il lupo mannaro che da tempo la protegge, che il suo clan, come quello di Hayley, è molto antico e che i due erano promessi sposi, infatti, la loro sarebbe stata una forte discendenza. Oliver conduce Rebekah in trappola, facendo sì che le streghe la catturino. Elijah scopre che in realtà Sabine è la sua amata Celeste (che ha assorbito il potere di una delle quattro giovani sacrificate), che ha messo in piedi questo piano per vendicarsi di Klaus. L'Ibrido Originale dà la caccia a Bastiana, ma Sophie lo mette fuori combattimento con il pugnale di Papà Tunde, mentre Genevieve rapisce Rebekah. Elijah è fuori controllo per il rapimento dei suoi fratelli e con l'aiuto di Marcel decide di andare a cercarli, giurando di uccidere Celeste e tutte le streghe sue alleate. L'episodio si conclude con Monique che uccide sua zia Sophie, in quanto la considerava una donna debole e priva di fede.
- Guest star: Shannon Kane (Sabine Laurent/Celeste DuBois), Eka Darville (Diego), Todd Stashwick (Padre Kieran O'Connell), Owiso Odera (Papà Tunde), Elyse Levesque (Genevieve), Nathan Parsons (Jackson Kenner), Chase Coleman (Oliver).
- Altri interpreti: Shannon Eubanks (Bastianna Natale), Yasmine Al Bustami (Monique Deveraux).
- Ascolti USA: telespettatori 2 100 000 – share (18–49 anni) 2%[14]

## Viaggio all'inferno
- Titolo originale: Long Way Back from Hell
- Diretto da: Matt Hastings
- Scritto da: Ashley Lyle e Bart Nickerson

### Trama
Rebekah si riprende in un sanatorio abbandonato, in preda ai ricordi dei malati morenti in quello stesso ospedale. Fugge fuori, non sapendo dove si trova e come ci è arrivata, quando compare alle sue spalle Genevieve che la pugnala con un paletto di legno, lasciandola a terra sotto gli occhi compiaciuti di Celeste, la quale sorveglia il corpo inanimato di Klaus, disteso su uno dei letti. Intanto, alla funzione funebre di Sophie al cimitero arriva Elijah, che vuole sapere dove sono i suoi fratelli. È la stessa Monique a dirgli che il corpo che stanno seppellendo è quello di sua zia ed a dargli un messaggio di Celeste, che con incantesimo gli ha tatuato sul corpo la soluzione per ritrovare i suoi fratelli. Rebekah riprende i sensi e si trova distesa sul letto del sanatorio abbandonato, luogo dove aveva conosciuto Genevieve nel 1919, quando entrambe erano infermiere che si prendevano cura dei malati afflitti dalla febbre mortale che aveva contagiato New Orleans. La strega sfila il pugnale di osso dal corpo dell'Originale, ed usa il sangue di Rebekah per completare una mistura che stava preparando, preannunciandogli che farà un incantesimo che rivelerà molto sulla sua famiglia a Klaus. Marcel ed Elijah inviano il loro esercito di vampiri alla ricerca dei due Mikaelson scomparsi, cercando con l'aiuto di Hayley di risolvere l'enigma dei nomi tatuati comparsi sul corpo di Elijah. Intanto Rebekah, vagando per l'ospedale alla ricerca di una via di fuga, ha continue visioni di quei luoghi nel passato, quando lei era infermiera, e Genevieve rivela a Klaus (avendo collegato le menti dei due fratelli) che la sorella, d'accordo con Marcel, aveva a quel tempo chiesto il suo aiuto per fare un incantesimo che permettesse loro di stare insieme senza la preoccupazione di Klaus, ma l'ibrido non sembra essere sorpreso dalla rivelazione, conoscendo da sempre i sentimenti dei due. Nel frattempo Elijah e Marcel si fanno dare dai politici di New Orleans la lista delle persone soprannaturali della città, vive o morte, con il quale risolvono l'enigma: i nomi tatuati sul corpo di Elijah sono le streghe possedute da Celeste dopo che quest'ultima riuscì a sfuggire alla morte del suo vero corpo. Risolto l'enigma i nomi scompaiono dal corpo di Elijah, tranne uno, Clara Summerlin, l'unica strega a non essere morta tramite suicidio di Celeste, ma morta per febbre nel 1919. Nel frattempo al sanatorio, Genevieve mostra a Klaus che sua sorella Rebekah pur di vivere il suo amore con Marcel era disposto a ucciderlo. Rebekah e Marcel, infatti, hanno chiesto a Genevieve di richiamare a New Orleans Mikael, padre degli Originali, che da anni cercava Klaus per ucciderlo. Quando arrivò nel 1919, Mikael bruciò tutta New Orleans per trovare il suo figliastro che fu costretto a fuggire per evitare la morte. Appena lo scopre, Klaus va su tutte le furie nei confronti di Marcel e Rebekah. Anche Elijah è arrabbiato con Marcel, che gli ha confessato cosa era successo nel 1919 con Rebekah, ma la sua priorità ora è ritrovare i suoi fratelli e Marcel gli indica il sanatorio abbandonato, come il luogo in cui Celeste li ha sicuramente portati.
Celeste, raggiunta Rebekah, le rivela il suo piano: Klaus ucciderà Marcel, castigherà Rebekah per quello che hanno fatto ed Elijah non lo perdonerà. Questo permetterà a lei di vendicarsi di Rebekah che infettò e lasciò morire nel 1919 Clara/Sabine e uccise Genevieve allo stesso modo per non farle rivelare a Klaus chi aveva invocato il ritorno di Mikael. Dopo aver fatto vedere a Klaus cosa accadde, Genevieve lo aiuta a riprendere le forze, facendogli bere il suo sangue, e l'ibrido, una volta liberato anche delle catene che lo tenevano imprigionato, prende il pugnale di osso e va alla ricerca della sorella per punirla.
Marcel ed Elijah, arrivati al sanatorio, entrano per cercare i due fratelli, proprio quando Rebekah sta scappando da Klaus, che una volta raggiunta la sorella inizia a picchiarla. Intanto dal sanatorio esce Celeste/Sabine, ma viene colpita da Hayley, anche lei giunta nei paraggi. Marcel interviene per proteggere Rebekah, inutilmente, ma proprio mentre Klaus sta per colpire la sorella con il pugnale di osso, Elijah interviene trafiggendo Klaus con lo stesso pugnale per poi ordinare a Marcel e Rebekah di fuggire.
- Guest star: Shannon Kane (Sabine Laurent/Celeste DuBois), Elyse Levesque (Genevieve).
- Altri interpreti: Yasmine Al Bustami (Monique Deveraux), Teri Wyble (Clara Summerlin), Jason Vail (Uomo), JC Conway (Addetto alla città).
- Ascolti USA: telespettatori 1 830 000 – share (18–49 anni) 2%[15]

## Le Grand Guignol
- Titolo originale: Le Grand Guignol
- Diretto da: Chris Grismer
- Scritto da: Declan de Barra e Diane Ademu-John

### Trama
Elijah chiama Camille perché ha bisogno di lei. Infatti, dopo aver estratto il pugnale dall'addome di Niklaus chiede alla ragazza di rimanere con lui e di nutrirlo, se necessario, e cercare di convincerlo a non vendicarsi, avendo capito che lui dà molta importanza alla sua opinione. Klaus promette ad Elijah di fargliela pagare cara. Nel frattempo Celeste/Sabine è stata legata ad un albero nel Bayou e viene minacciata da Hayley e l'amica licantropa Eve. Hayley ricorda alla strega che nello scorso secolo si era impossessata del corpo di Brynne Deveraux e, per volere di Marcel, ha scagliato la maledizione contro il suo clan. Ora la ragazza vuole che Celeste/Sabine annulli la maledizione. Mentre Camille parla con Klaus venendo a sapere di più riguardo a ciò che è accaduto in passato, Marcel e Rebekah escogitano un piano per fuggire da Klaus: pensano di resuscitare Davina e di farle fare un incantesimo di occultamento su loro due in modo da essere al sicuro dall'Originale, oramai assetato di vendetta per aver tentato di riportare il padre in città. Poco dopo i due chiederanno a Thierry di aiutarli. Nel Bayou intanto Celeste/Sabine prepara un infuso di erbe e consiglia ad Hayley di farlo bere al suo branco durante la luna piena, quando saranno di nuovo umani. Poco dopo compare Elijah, il quale ammonisce Hayley di non fidarsi di Celeste/Sabine dopo tutto ciò che ha fatto alla sua famiglia. In pochi attimi scompare con uno scatto da vampiro prendendo la strega e con lei la cura. In realtà si scopre che l'infuso di erbe preparato dalla strega non è un veleno, ma un modo per vendicarsi contro Elijah. La strega infatti sa che se l'Originale negasse la cura ad Hayley e al suo branco, Hayley lo odierebbe; ma se invece gliela desse, allora lei se ne andrebbe per stare con la sua famiglia. Thierry ha convocato le due streghe resuscitate, Genevieve e Bastiana, facendole cadere in una trappola. Infatti intervengono Marcel e Rebekah che riescono ad uccidere Bastiana ma, sfortunatamente, Genevieve riesce a fuggire. Klaus intanto rivela il suo piano a Camille: vuole uccidere definitivamente sua sorella con il paletto di quercia bianca indistruttibile forgiato da sua madre, l'unica arma capace di togliere l'immortalità ad un originale. Celeste incastra Elijah nel cimitero insieme a Rebekah (venuta insieme a Marcel per recuperare il corpo di Davina) con un incantesimo di confine. In seguito, si uccide per lasciare il corpo di Sabine e impossessarsi di un altro. Tuttavia, poco dopo ella resuscita nel suo corpo originale, in quanto Elijah aveva fatto un patto con Monique Deveraux per testare la lealtà di Celeste. Facendo usare alla giovane strega un incantesimo proveniente dal libro di Esther, se Celeste si fosse sacrificata veramente il suo potere sarebbe tornato alla terra continuando la Mietitura del rituale del Raccolto, se invece avesse cercato rifugio in un nuovo corpo il suo spirito sarebbe stato costretto a resuscitare nel suo corpo originale, rendendola finalmente mortale. A quel punto viene uccisa da Elijah con il pugnale di Papà Tunde e la sua morte fa tornare in vita Davina. La scena si conclude con Klaus che raggiunge Rebekah ed Elijah al cimitero col paletto di quercia bianca per uccidere la sorella.
- Guest star: Shannon Kane (Sabine Laurent/Celeste DuBois), Callard Harris (Thierry Vanchure), Sebastian Roché (Mikael), Elyse Levesque (Genevieve).
- Altri interpreti: Shannon Eubanks (Bastianna Natale), Raney Branch (Celeste DuBois), Yasmine Al Bustami (Monique Deveraux), Tasha Ames (Eve), Morgan Alexandria (Lana).
- Ascolti USA: telespettatori 1 800 000 – share (18–49 anni) 2%[16]

## Addio a Storyville
- Titolo originale: Farewell to Storyville
- Diretto da: Jesse Warn
- Scritto da: Michael Narducci

### Trama
Klaus, Rebekah ed Elijah sono intrappolati nel cimitero di New Orleans; Klaus vuole uccidere sua sorella ed ha intenzione di farlo utilizzando il paletto di Quercia Bianca, ma Elijah tenta di impedirglielo. Nel frattempo Marcel cerca un modo per liberare Rebekah, ma Davina non ha intenzione di aiutarlo perché pensa che tutti intorno a lei vogliano solo sfruttarla, così Marcel decide di rivolgersi a Genevieve, che accetta di aiutarlo a condizione che lui le consegni Davina. Intanto nel cimitero Klaus, Rebekah ed Elijah vengono presi da ricordi del passato su loro padre, nonostante Elijah sia consapevole che la sorella abbia sbagliato a chiamare Mikael per cacciare via Klaus da New Orleans, rimprovera il fratello dicendogli che Rebekah ha fatto ciò che ha fatto perché la malvagità di Klaus, che li ha portati tutti alla disperazione, non le ha lasciato altra scelta. Elijah racconta al fratellastro che Rebekah in passato cercò di uccidere Mikael perché non sopportava più ciò che il padre faceva a Klaus, infatti Elijah cerca di far capire al fratello minore che in realtà Rebekah gli ha voluto bene più di chiunque altro. Rebekah decide di non stare ad aspettare, ma di affrontare faccia a faccia Klaus che però non reagisce bene e tenta di pugnalarla, ma interviene Elijah che prende entrambe le armi (la lama di Papà Tunde e il paletto di quercia bianca), ma dopo uno scontro, Niklaus pugnala Elijah con la lama e Rebekah con il paletto (non colpendola al cuore volontariamente). Klaus non trova il coraggio di uccidere Rebekah e non può fare a meno di esprimerle tutta la sua delusione per come lei si comportò con lui, perché nonostante le cose orribili che lui ha fatto non avrebbe mai cospirato per uccidere nessuno di loro, inoltre cerca di farle capire che nonostante sia consapevole di essere una persona malvagia, lui non può essere diverso da quello che è perché Mikael lo ha rovinato, ma Rebekah fa capire al fratello che Mikael ha rovinato pure lei ed Elijah. Grazie a Genevieve, i Mikaelson riescono a uscire dal cimitero, poi Klaus permette a Rebekah di lasciare la città per sempre ed Elijah decide di tornare a vivere con suo fratello nella loro casa, inoltre Marcel perde il suo posto come braccio destro di Niklaus, e viene bandito dal quartiere francese. Rebekah saluta Marcel, infine dà il suo addio a Hayley dicendole che vuole molto bene alla sua nipotina anche se non è ancora nata, e che nonostante la malvagità di Klaus, la bambina che porta in grembo potrebbe aiutarlo a diventare una persona migliore. Rebekah, in auto, lascia la città sorridendo, mentre Klaus guarda il soldatino di legno che lui intagliò per la sorella quando erano due bambini, lo ha conservato per oltre mille anni.
- Guest star: Sebastian Roché (Mikael), Todd Stashwick (Padre Kieran O'Connell), Elyse Levesque (Genevieve).
- Altri interpreti: Aiden Flowers (Klaus Mikaelson da bambino), Perry Cox (Elijah Mikaelson da bambino), Callie McClincy (Rebekah Mikaelson da bambina).
- Ascolti USA: telespettatori 1 730 000 – share (18–49 anni) 3%[17]

## La luna su Bourbon Street
- Titolo originale: Moon Over Bourbon Street
- Diretto da: Michael Robinson
- Scritto da: Michelle Paradise e Christopher Hollier

### Trama
Da quando Rebekah se n'è andata, Klaus è chiuso in sé stesso, in quanto sente la sua mancanza più di quanto non voglia ammettere, la sua unica distrazione sono i quadri che dipinge, inoltre lui e Genevieve diventano amanti. Padre Kiran sta perdendo il controllo di sé stesso a causa della maledizione delle streghe e così la proprietaria di un casinò, Francesca Correa, lo sostituisce per rappresentare la fazione umana di New Orleans. La maledizione dei licantropi del Bayou viene annullata e finalmente i lupi possono tornare ad essere umani, mentre Elijah firma un accordo con il capo dei vampiri, degli umani e dei licantropi per stabilire la divisione della città tra le diverse fazioni. Klaus fa un accordo segreto con il lupo Jackson: i licantropi del Bayou dovranno proteggere sua figlia mentre lui offrirà in cambio l'anello che evita la trasformazione in licantropo ad ogni luna piena. Elijah organizza una festa per celebrare l'accordo, a cui partecipano le streghe, i licantropi e i vampiri, inoltre convince pure il fratello a parteciparvi. Camille è sempre più triste per le condizioni dello zio, Marcel decide di restarle vicino, e dopo aver passato una divertente serata a ubriacarsi, i due finiscono a letto insieme. Durante la festa, Oliver e Diego si mettono a litigare, e ingaggiano una lotta che Elijah interrompe, minacciando Oliver di morte, mentre Jackson minaccia Diego; all'ultimo momento interviene Hayley che li ferma. Camille fa capire a Marcel che ciò che è successo con lui non si ripeterà, perché anche se sono stati bene insieme, lei e Klaus sono diventati amici e se lei frequentasse colui che ha bandito dal quartiere francese, ciò potrebbe rivelarsi una pessima mossa. Marcel si allea con Davina e Thierry per costruire un esercito e riprendersi New Orleans. L'accordo viene stipulato, e Elijah convince pure il fratello a firmarlo, Klaus lo firma, ma è sicuro del fatto che le diverse fazioni non lo rispetteranno.
- Guest star: Eka Darville (Diego), Callard Harris (Thierry Vanchure), Steven Krueger (Joshua Rosza), Todd Stashwick (Padre Kieran O'Connell), Elyse Levesque (Genevieve), Peta Sergeant (Francesca Correa), Nathan Parsons (Jackson Kenner), Chase Coleman (Oliver).
- Altri interpreti: Yasmine Al Bustami (Monique Deveraux), Crystal Garrett (Cantante), Alexa Yeames (Abigail).
- Ascolti USA: telespettatori 1 530 000 – share (18–49 anni) 2%[18]

## La festa delle streghe
- Titolo originale: The Big Uneasy
- Diretto da: Leslie Libman
- Scritto da: Marguerite MacIntyre e Michael Russo

### Trama
Klaus, dopo aver passato la notte con Genevieve, le esprime la sua convinzione sul fatto che il patto suggellato da Elijah tra le diverse fazioni di New Orleans, sarà presto violato. Niklaus vede in Genevieve un'alleata per i tempi futuri. Jackson riferisce ad Hayley di aver raggiunto un accordo con Klaus. Elijah permette a Genevieve di organizzare la Festa delle Benedizioni per le streghe, nonostante le iniziali resistenze, ma Elijah non approva il fatto che Klaus non vuole convincere Hayley a venire a vivere da loro in quanto l'Ibrido Originale sostiene che per il momento è meglio che viva nella palude. Gli antenati vogliono sacrificare la vita di Genevieve, per completare il rito del raccolto, lei acconsente, ma non prima di assicurarsi che le streghe non siano più succubi dei vampiri. Oliver porta a Klaus una persona, Cary, un lupo mannaro discendente del padre biologico di Klaus, l'ibrido gli chiede qual è la pietra che darebbe potere all'anello lunare che arginerebbe la maledizione della luna piena. Marcel prova a convincere Diego a passare dalla sua parte, ma il vampiro non ha più fiducia nel suo vecchio capo, perché pur non andando d'accordo con gli Originali, non ha il coraggio di schierarsi contro di loro. Genevieve decide di appropriarsi del grimorio della madre di Klaus, Ester, con la scusa di volerlo usare per trovare un incantesimo per salvare padre Kiran dalla maledizione di Bastiana, ma Klaus non acconsente avendo capito che la sua era solo una scusa per poterlo rubare. Elijah decide di invitare alla festa delle streghe, i licantropi e Francesca Correa (come rappresentante della fazione umana). Monique non si fida di Davina non ritenendola meritevole di appartenere alla congrega delle streghe, intanto Klaus fa un regalo a Davina, un anello di lapislazzuli per il suo amico vampiro Josh, con l'incantesimo per dargli il potere di farlo uscire alla luce del sole. Purtroppo la festa viene rovinata da Marcel, che manda un gruppo di umani soggiogati e sanguinanti alla festa che vengono immediatamente aggrediti dai vampiri presenti, dimostrando quindi che il patto di Elijah non garantisce la pace. Durante la festa Genevieve pensava erroneamente di poter rubare il grimorio, ma Klaus si aspettava già questa mossa e uccide l'uomo a cui la strega aveva incaricato di rubarlo, nonostante tutto Genevieve non si fa intimidire da Klaus e gli rivela della relazione segreta tra Camille e Marcel. Elijah decide di affrontare Marcel e per ferirlo uccide il suo unico alleato Thierry. Elijah non approva il fatto che Klaus si concentri tanto nell'aiutare il clan dei lupi discendenti dal suo padre biologico, ma Klaus sostiene che anche i lupi sono la sua famiglia, mentre lui non merita di farsi chiamare Mikaelson dato che di fatto non è il figlio di Mikael, inoltre rinfaccia a suo fratello la sua attrazione per Hayley, da Klaus ritenuta disdicevole, ma Elijah si arrabbia perché ha sempre messo Klaus davanti a tutto, persino ai suoi desideri personali, affermando che ora si prenderà ciò che vuole, cioè Hayley. L'Ibrido Originale va da Camille rinfacciandole la sua delusione per aver frequentato una persona che ora lui disprezza, ma Camille fa notare a Klaus che ciò che non sopporta è che non può controllare né lei, né Marcel; Klaus, arrabbiato, dice a Camille che se dovesse rivedere Marcel, lo ucciderà. Diego, Josh e Marcel celebrano la morte del loro amato amico Thierry con la promessa che sconfiggerano gli Originali riprendendosi New Orleans. Monique parla con gli antenati che le chiedono di convincere Genevieve a uccidere la figlia di Klaus.
- Guest star: Eka Darville (Diego), Callard Harris (Thierry Vanchure), Steven Krueger (Joshua Rosza), Elyse Levesque (Genevieve), Peta Sergeant (Francesca Correa), Nathan Parsons (Jackson Kenner), Chase Coleman (Oliver).
- Altri interpreti: Yasmine Al Bustami (Monique Deveraux), Tasha Ames (Eve), Alexa Yeames (Abigail), Jesse Boyd (Cary), Kristofer Macklin (Stregone tatuato), Ifasade Ogunlano (Leader della banda).
- Ascolti USA: telespettatori 1 520 000 – share (18–49 anni) 2%[19]

## L'attentato
- Titolo originale: An Unblinking Death
- Diretto da: Kellie Cyrus
- Scritto da: Ashley Lyle e Bart Nickerson

### Trama
Un motociclista si dirige nel Bayou, completamente ipnotizzato; il serbatoio della sua moto esplode ferendo alcuni licantropi dato che al suo interno c'era dello strozzalupo, Hayley pensa subito che il responsabile sia Marcel. Camille si rivolge a un medico, con l'aiuto di Josh, per salvare lo zio, pensando che l'elettroshock sia l'unica alternativa per salvarlo, ma la cosa non sortisce nessun effetto. Altre bombe esplodono nella palude e i licantropi sono in allerta. Hayley chiede a Diego dove si trova Marcel, dopo averlo saputo la ragazza lupo lo raggiunge, ma il vampiro le riferisce di non essere stato lui a organizzare gli attentati e di averla salvata, invece, quando era solo una bambina, mentre i suoi genitori venivano uccisi: gli racconta che i suoi genitori avevano preso il controllo della città negli anni novanta usando metodi molto violenti e che Marcel fu costretto a maledirli proprio per fermarli, Marcel portò la piccola Andrea da padre Kiran per metterla in salvo. Marcel rivela inoltre che il motociclista suicida aveva dei debiti di gioco e Hayley segue la pista. Elijah aiuta i licantropi feriti, mentre Jackson lo rimprovera per i suoi pessimi risultati dato che non è riuscito a mantenere la pace che lui aveva promesso. Oliver cerca di dare assistenza a un licantropo ferito, Eve, e parlando con lei viene a sapere che è stato Oliver a far esplodere quelle bombe per dare la colpa ai vampiri e dare alla sua gente un motivo per odiarli e combatterli. Per punirla della sua rivelazione, Oliver uccide Eve soffocandola con un cuscino. Camille convince Klaus a trasformare lo zio in un vampiro pensando che così la maledizione di Bastiana verrà annullata, Klaus lo fa, ma Genevieve lo informa che anche dopo la trasformazione la maledizione non sarà annullata, infatti al suo risveglio l'incantesimo della strega non è svanito e così inizia ad attaccare Camille. Klaus interviene in tempo ed è costretto alla fine ad uccidere Kiran con un paletto nel cuore. Klaus permette a Marcel di fare una breve visita ai quartieri francesi per onorare la memoria di Kiran visto che era un suo amico, Marcel rimane vicino alla sua amata Camille per confortarla. Oliver ormai è considerato da tutto il branco come il capo indiscusso, i licantropi sono pronti alla guerra per riprendersi il controllo di New Orleans dai vampiri.
Josh ruba una chiave misteriosa che Kiran portava con sé e la consegna a Marcel, quest'ultimo è ben consapevole che la guerra tra le diverse fazioni nemiche è ormai prossima.
- Guest star: Eka Darville (Diego), Steven Krueger (Joshua Rosza), Todd Stashwick (Padre Kieran O'Connell), Elyse Levesque (Genevieve), Nathan Parsons (Jackson Kenner), Chase Coleman (Oliver).
- Altri interpreti: Matt Kabus (Sean O'Connell), Shannon Eubanks (Bastianna Natale), Lyle Brocato (Medico), Tasha Ames (Eve).
- Ascolti USA: telespettatori 1 500 000 – share (18–49 anni) 2%[20]

## La scatola
- Titolo originale: A Closer Walk with Thee
- Diretto da: Sylvain White
- Scritto da: Carina Adly MacKenzie e Julie Plec

### Trama
Klaus ha un incubo: al funerale di Kiran, quando apre la bara per porgere l'ultimo saluto, vi trova all'interno la sua bambina, viva, e, quando cerca di prenderla in braccio, suo padre Mikael lo pugnala al cuore. Klaus parla di questo sogno a Elijah, il quale rivela di aver avuto lo stesso incubo. Inizialmente i due fratelli sospettano di Genevieve ma, convinti che non sia lei, cercano di convincerla ad aiutarli a scoprire la causa di questi sogni, inoltre la ragazza li informa che l'altra parte sta scomparendo, come Bonnie Bennett ha confermato a Klaus in una telefonata (a causa dei Viaggiatori, in contemporanea con gli eventi della quinta stagione di The Vampire Diaries), Klaus ne è felice dato che anche l'anima di Mikael svanirà nel nulla. Con la pista fornitagli da Marcel, Hayley scopre che il motociclista suicida si era indebitato con il casinò di Francesca Correa, e che il debito è stato annullato alla sua morte, quindi tutto fa supporre che ci sia dietro lei a ciò che è successo alla palude. Klaus vorrebbe riportare Hayley nella villa per poterla proteggere meglio, dicendole di non voler diventare come suo padre. Durante il trasporto funebre della bara di Kiran, però, Hayley si sente male. La notte precedente, infatti, Monique le ha fatto un incantesimo di nascosto con una bambola vudù. Hayley viene portata via da Klaus ed Elijah, i quali portano con loro Genevieve perché la aiuti. Hayley non respira e perde sangue dalla bocca, Klaus cerca di darle il suo sangue per guarirla, ma non serve a niente. Mentre i due fratelli si preoccupano, Hayley si risveglia dall'altra parte e incontra Mikael, il quale vuole uccidere lei e la bambina che porta in grembo. Dichiara anche che è meglio che muoiano entrambe subito, perché comunque Klaus le avrebbe distrutte col tempo. Hayley non si arrende e combatte contro Mikael, difendendo Klaus e dichiarando che, diversamente da lui, la loro bambina non conoscerà mai Mikael. Dopo averlo pugnalato con un pezzo di legno, Hayley si risveglia e spiega l'accaduto ai fratelli Mikaelson. Hayley, più tardi, parla con Klaus, il quale le ribadisce la sua intenzione di tenere al sicuro la loro bambina, ma Hayley vuole sapere cosa ne sarà di lei dopo il parto. Klaus la invita a seguirlo per mostrarle una cosa: ha arredato la camera confinante a quella di Hayley perché diventi la camera della loro bambina e le dice di non volerla escludere, vuole che entrambi siano dei genitori presenti nella vita della loro figlia, sotto lo stesso tetto. Elijah ringrazia Genevieve per aver aiutato Hayley, ma le spiega di non poterle perdonare il fatto di aver provocato l'allontanamento di Rebekah da lui e Klaus. Tuttavia le promette che la tratterà meglio se, tramite il grimorio di sua madre, farà in modo che Hayley non si trasformi in lupo mannaro con la luna piena, creando gli anelli lunari che Klaus intende donare ai lupi mannari. Genevieve rimprovera Monique e le spiega che la bambina di Klaus e Hayley non è solo un ibrido, ma anche una strega, quindi per morire deve prima nascere. Genevieve, poi, parla con le streghe ancestrali defunte e le supplica di non costringerla ad uccidere la figlia di Klaus, perché è solo una bambina innocente, ma, dopo essere stata scaraventata contro le pareti dalla magia e aver pianto lacrime di sangue, promette di fare quello che le dicono. Marcel e Camille, durante il funerale di Kiran, parlano e Marcel le spiega che la chiave di Kiran portava ad un qualcosa che potesse fermare gli esseri soprannaturali se questi ultimi avessero esagerato. Trovano una scatola vuota nascosta nella tomba del fratello di Camille e la aprono con la chiave. Marcel pensa che sia stato rubato ciò che si trovava all'interno, ma Camille vede il simbolo in codice sul coperchio e rivela di aver capito qualcosa, ma di non poterlo rivelare a Marcel. Klaus rivela a Elijah che Hayley ha deciso di trasferirsi a casa loro. Marcel e Klaus discutono e Marcel promette a Klaus di combattere se i lupi mannari dovessero attaccare lui e i suoi uomini. Durante l'episodio si vedono alcuni flashback del passato, quando Klaus trasformò Marcel in un vampiro, dopo che venne ferito con un'arma da fuoco da suo padre; inizialmente Klaus era propenso a guarirlo con il suo sangue, ma a Marcel non bastava perché lui voleva diventare un vampiro come lui, aggiungendo che se Klaus non voleva farlo diventare un vampiro, avrebbe dovuto lasciarlo morire, Klaus quindi lo trasformò; Klaus chiede a Marcel perché nel 1919 lo tradì, lui gli risponde che suo padre gli ha lasciato delle ferite troppo profonde che nessuno può guarire. Elijah va da Hayley, dicendole che quando lei era dall'altra parte, lui ha avuto paura per lei e i due si baciano. L'episodio si conclude con Davina che incontra il fantasma di Mikael, quest'ultimo le dice che il ragazzo che amava, Tim, ha trovato la pace e che, quindi, non può incontrarlo. Si finge dispiaciuto per la sua perdita e le dice di poterla aiutare a cancellare Klaus dalla sua vita, ma che per fare ciò lei deve prima resuscitarlo.
- Guest star: Sebastian Roché (Mikael), Todd Stashwick (Padre Kieran O'Connell), Elyse Levesque (Genevieve), Peta Sergeant (Francesca Correa).
- Altri interpreti: Yasmine Al Bustami (Monique Deveraux), Alexa Yeames (Abigail), Joe Washington (Sacerdote).
- Ascolti USA: telespettatori 1 770 000 – share (18–49 anni) 3%[21]

## La battaglia di New Orleans
- Titolo originale: The Battle of New Orleans
- Diretto da: Jeffrey Hunt
- Scritto da: Charlie Charbonneau e Michael Narducci

### Trama
Oliver e Jackson sono in possesso di alcune pietre di calcite nera, la pietra che lega l'incantesimo degli anelli lunari che dovrebbero arginare la maledizione della licantropia; Marcel riesce a catturare i due licantropi, e li tortura per farsi dire da loro qual è il piano di Klaus. Intanto, quest'ultimo, fa un patto con Genevieve: lei farà l'incantesimo per dare ai lupi gli anelli magici e lui in cambio le darà il grimorio di Ester. Francesca compra il bar in cui lavora Camille, e le intima di consegnarle la chiave che apparteneva a Kiran. Quando Klaus scopre che Marcel ha rapito Oliver e Jackson, lui aggredisce Josh e lo avvelena con il suo morso per farsi dire da Davina dove si trova Marcel. Lei rivela a Klaus la posizione dell'amico, ma l'Originale non guarisce Josh come da accordo. Camille trova il ripostiglio segreto, dove lo zio nascondeva alcuni artefatti magici. Klaus e Elijah trovano Jackson collegato a della dinamite. Infine l'ibrido trova un biglietto con scritto "Questo è per Thierry", e la dinamite esplode, ma i due vampiri si salvano mettendo Jackson al sicuro. Klaus decide di mettersi in affari con Francesca per acquistare altre pietre di calcite nera. Intanto Elijah esterna i suoi sentimenti per Hayley baciandola. Genevieve usa il sangue di Klaus, l'unico licantropo immune alla maledizione della luna, per dare potere all'incantesimo. I vampiri di Marcel fanno irruzione nella villa dei Mikaelson e Marcel offre a Klaus la possibilità di andarsene, ma lui rifiuta e i due si affrontano, mentre Elijah combatte gli altri vampiri. Mentre Klaus e Marcel si affrontano, quest'ultimo informa Klaus che le bombe che lui ha usato gli sono state fornite da Francesca, e che è stata lei a far esplodere le bombe nel Bayou. Infatti, nel ripostiglio di Kiran, Camille trova delle ricerche che lo zio fece su Francesca: lei appartiene al clan dei lupi mannari dei Guerrera, sterminato da Marcel anni prima. Infatti Francesca è un licantropo. Finiti gli anelli, Francesca ne entra in possesso donandoli ai suoi uomini; i licantropi ottengono tutti i poteri che solitamente dovrebbero avere solo nella loro forma di lupo, diventando così potenti e pericolosi, mentre Klaus morde Marcel avvelenandolo. I licantropi sconfiggono i vampiri ma Klaus si indebolisce, tanto da non reggersi nemmeno in piedi. Genevieve, compiaciuta, rivela a Klaus che le pietre dei licantropi hanno ottenuto potere grazie al suo sangue e quindi gli oggetti magici prendono potere direttamente da lui, inoltre i lupi Guerrera mordono anche Elijah, mettendolo fuori combattimento con il loro veleno. Davina, mentre si dispera per l'imminente morte di Josh, incontra lo spirito Mikael che parla con la giovane strega convincendola che l'unico modo per uccidere Klaus e salvare Josh, è quello di farlo risorgere. Francesca consegna a Oliver un anello lunare, affermando che ora i lupi mannari potranno prendere il controllo di New Orleans. Marcel guarda i suoi uomini prossimi alla morte, compreso Diego, a causa del veleno dei licantropi. Nel frattempo Hayley viene rapita da Genevieve; lei e le altre streghe intendono uccidere la bambina non appena sarà nata all'interno della chiesa in cui la ragazza lupo è stata portata: la ragazza ormai sta per partorire. L'episodio si conclude con Klaus che cammina tra le strade della città e, sentendo le grida di Hayley, urla a sua volta, ormai sopraffatto dalla rabbia.
- Guest star: Eka Darville (Diego), Steven Krueger (Joshua Rosza), Sebastian Roché (Mikael), Elyse Levesque (Genevieve), Peta Sergeant (Francesca Correa), Nathan Parsons (Jackson Kenner), Chase Coleman (Oliver).
- Altri interpreti: Yasmine Al Bustami (Monique Deveraux), E. Roger Mitchell (Kevin), Brian Stapf (Poliziotto), Juan Pablo Veza (Fratello 3), Allen Warchol (Fratello 4), Rico Ball (Guardia del corpo di Francesca).
- Ascolti USA: telespettatori 1 440 000 – share (18–49 anni) 2%[22]

## La madre
- Titolo originale: From a Cradle to a Grave
- Diretto da: Matt Hastings
- Scritto da: Diane Ademu-John

### Trama
In un flashback seguente al ritorno di Hayley alla casa di famiglia Mikaelson, Hayley, nella camera della bambina arredata da Klaus, scrive una lettera. Klaus entra nella camera e i due condividono un momento molto tenero, in cui Klaus sente la loro bambina scalciare nel grembo della madre, il tutto contornato da inusuali e felici sorrisi. Si tratta del momento in cui Hayley scrive una lettera alla bambina che ancora deve nascere, in cui le promette che avrà le tre cose che lei non ha potuto avere: una casa sicura; qualcuno che la ami ogni giorno e glielo dica sempre; qualcuno che combatta sempre per lei. In pratica, una famiglia. Nel presente, invece, Hayley sta per partorire in chiesa quando Klaus fa irruzione ma, essendo troppo debole, viene bloccato contro un muro della chiesa ad assistere impotente al parto di Hayley. La bambina nasce ed Hayley supplica Genevieve di tenerla in braccio ma, dopo essere stata accontentata, le viene tagliata la gola da Monique, sotto gli occhi attoniti dell'Ibrido. Monique spezza il collo a Klaus e porta via la bambina insieme a Genevieve ed Abigail. Elijah giunge alla chiesa e trova Klaus, in lacrime e a terra, che tiene tra le braccia il cadavere di Hayley. Dopo aver espresso la propria frustrazione, i due si alzano per cercare la bambina e salvarla dal sacrificio. Nel frattempo Davina raccoglie il sangue perso da Klaus a causa dell'incantesimo di Genevieve per darlo a Marcel e Josh, ma il sangue basta per uno solo e Marcel lo consegna a Josh, salvandolo. Marcel vuole salvare i suoi uomini, ma gli serve il sangue di Klaus, così Camille gli dice di avere un arsenale a disposizione e porta lui e Davina nella stanza segreta trovata con la chiave di suo zio. Vi sono molti oggetti maledetti con alto potenziale di magia nera, uno di essi, la Stella del Diavolo, provoca mille ferite a chi viene colpito. Marcel la prende e va via, ma nessuno nota che Davina ha preso alcuni oggetti magici. La strega vuole, infatti, resuscitare Mikael per usarlo contro Klaus e, per farlo, sfrutta la nascita della bambina miracolosa di Klaus ed Hayley per canalizzarne l'energia magica. Mikael viene riportato in vita e, come prima cosa, va nella residenza Mikaelson dove vi sono, moribondi, gli uomini di Marcel morsi da Francesca e i suoi fratelli. Mikael si nutre di ognuno di loro portandoli alla morte. Al cimitero, intanto, le tre streghe si preparano al sacrificio, mentre Elijah e Klaus girano in tondo, poiché le tre hanno creato migliaia di cimiteri identici con una magia illusoria. Elijah esprime la sua collera verso il fratello, poiché i nemici che si è fatto nel corso dei secoli gli hanno fatto portare via Hayley, la donna che aveva lasciato entrare nella sua vita, cosa che lui non permette quasi a nessuno. Klaus non si difende e lo incoraggia a salvare la bambina per la defunta Hayley. A sorpresa al cimitero li raggiunge proprio Hayley che, morta col sangue della bambina nel corpo, è in transizione per diventare ibrido. La donna ha bisogno del sangue della figlia per completare la transizione, perciò riesce a percepire la sua presenza e guida i fratelli nel luogo dove si trova essendo attratta da lei visto che in un certo senso è asservita alla sua bambina. La piccola, sull'altare sacrificale, sta per essere pugnalata quando arrivano gli Originali e Hayley. Gli antenati delle streghe di New Orleans, consacrati nel cimitero, aiutano le tre ostacolando gli Originali e la ragazza, che vengono tenuti a distanza. Klaus riesce a uccidere Abigail con uno spuntone di ferro mentre Monique, che sta per uccidere la bimba, viene trafitta dalla Stella del Diavolo lanciata da Marcel, giunto all'improvviso al cimitero. Marcel prende la neonata e fugge, inseguito da Klaus. Elijah e Hayley interrogano Genevieve, la quale rivela che è stata Esther, la Strega Originale, a chiedere la morte della bambina, facendo sentire Elijah responsabile, poiché fu sua l'idea di consacrarla nel cimitero della città. Genevieve supplica Hayley di comunicare a Klaus il suo pentimento per ciò che ha tentato di fare, subito dopo è Hayley stessa a pugnalarla a morte. Marcel e Klaus sono alla villa Mikaelson, Marcel è distrutto poiché tutti i suoi uomini sono stati uccisi. I due pensano che sia stata opera di Francesca e degli altri lupi mannari del branco Guerrera. Marcel porge a Klaus le sue scuse per il suo tradimento passato, affermando di essere stato anche lui responsabile di tutto ciò che è avvenuto. Klaus perdona Marcel e gli dà il suo sangue per curarlo, come ringraziamento per aver salvato la piccola e gli promette che i responsabili della morte degli uomini di Marcel la pagheranno. Klaus porta la bimba nella sua stanza, ignaro che Mikael, armato del paletto di quercia bianca, stia arrivando. Tuttavia Davina lo ferma e lo conduce nella soffitta della Chiesa di Sant'Anna e rivela all'Originale di averlo legato a lei in modo che quest'ultimo faccia tutto quello che lei desidera, sarà la sua arma segreta. Hayley si nutre di una goccia del sangue della bambina e diventa un ibrido. Klaus sa che New Orleans è piena di nemici e non vuole che sua figlia rischi di essere uccisa, né crescerla rinchiudendola in casa come una prigioniera per paura di farla uscire. Elijah non è d'accordo ma Hayley sì. I due genitori vogliono farla crescere altrove mentre combatteranno tutti i nemici che possano attentare alla vita loro e della bambina. Marcel torna dalla parte di Klaus e minaccia Oliver, alleatosi coi licantropi Guerrera, capeggiati da Francesca, che ora governano la città, facendogli credere che i Guerrera abbiano ucciso la figlia di Klaus e che presto lui e i suoi alleati subiranno la collera dell'Ibrido Originale. Camille, nel muro dove sono elencate le vittime della notte precedente, vede anche la piccola Mikaelson e corre da Klaus per vedere come sta. Klaus la allontana e dichiara che non potranno mai più essere amici perché i demoni che lo perseguitano sono tutti attorno a lui, pronti a distruggere ogni cosa bella della sua vita e lei è una di queste cose. Elijah ed Hayley andranno alla veglia funebre pubblica per mostrare il loro dolore, seppur diverso da quello dichiarato, mentre Klaus porta la bambina fuori dalla città. Elijah pensa che non esista nessuno in grado di proteggere la piccola meglio di loro, ma Klaus conosce una persona: Rebekah. Fratello e sorella si incontrano e Klaus affida a quest'ultima sua figlia, perché non potrebbe affidarla a nessuno, se non a sua sorella. La bambina si chiama Hope, la speranza della famiglia Originale. Klaus giura alla bambina che ucciderà tutti coloro che vogliono farle del male e che trasformerà New Orleans in una casa sicura per lei, così che possa tornare presto da lui. Consegna alla sorella il cavaliere di legno che intagliò per lei da bambino e le augura di essere felice. Rebekah gli promette che renderà felice la sua bambina. Dopodiché la porta via, informando il fratello di avere già una strega fidata che faccia un incantesimo di occultamento, in modo che entrambe possano vivere al sicuro. Nel frattempo, davanti alla tomba di Esther, si trovano Cassie, la quarta ragazza del raccolto resuscitata con la morte di Genevieve, e uno stregone sconosciuto. Nei corpi di entrambi, in realtà, vi sono rispettivamente Esther e il figlio Finn.
- Guest star: Eka Darville (Diego), Steven Krueger (Joshua Rosza), Sebastian Roché (Mikael), Natalie Dreyfuss (Cassie/Esther), Yusuf Gatewood (Vincent/Finn Mikaelson), Elyse Levesque (Genevieve), Peta Sergeant (Francesca Correa), Chase Coleman (Oliver).
- Altri interpreti: Raney Branch (Celeste DuBois), Shannon Eubanks (Bastianna Natale), Yasmine Al Bustami (Monique Deveraux), Alexa Yeames (Abigail), Juan Pablo Veza (Fratello 3), Allen Warchol (Fratello 4), Leticia Jimenez (Strega).
- Ascolti USA: telespettatori 1 760 000 – share (18–49 anni) 3%[23]